# Алексо Бъчваров
Алексо Георгиев Бъчваров е участник в Руско-турската война (1877 – 1878), опълченец в Българското опълчение

## Биография
Алексо Бъчваров е роден през 1854 г. в Кюстендил. След обявяване на Руско-турската война (1877 – 1878) постъпва в Българското опълчение, в 1-ва рота на 1-ва опълченска дружина на 7 май 1877 г. Изчезва безследно на 7 юни 1877 г. Завръща се в дружината на 28 октомври 1877 г. Участието му в опълчението е удостоверено от българското Военно министерство през 1893 г. Ранен е в боевете при Шипка, остава инвалид с едната ръка и е уволнен. Получава медал и пенсия.
След Освобождението работи като старши стражар при Кюстендилското околийско управление. Дълги години е председател на Поборническо-опълченското дружество в Кюстендил (до 1931). Дългогодишен църковен настоятел при църквата „Успение Богородично“ в Кюстендил.
Почетен гражданин на Габрово (1923), почетен гражданин на Кюстендил (1928).